# پونیت مالهوترا
پونیت مالهوترا (انگلیسی: Punit Malhotra؛ زادهٔ ۱۳ مهٔ ۱۹۸۲) کارگردان فیلم اهل هند است.

## فیلم‌شناسی

### کارگردان
| سال  | فیلم                        | تهیه‌کننده                |
| ---- | --------------------------- | ------------------------ |
| ۲۰۱۰ | از داستان‌های عاشقانه بیزارم | کاران جوهر رونی اسکروالا |
| ۲۰۱۳ | دختری در عشق تو             | کاران جوهر               |
| ۲۰۱۹ | دانش‌آموز سال ۲              | کاران جوهر               |

### نویسنده
| سال  | فیلم                        | یادداشت           |
| ---- | --------------------------- | ----------------- |
| ۲۰۱۰ | از داستان‌های عاشقانه بیزارم | Directorial debut |
| ۲۰۱۳ | دختری در عشق تو             |                   |